# Paul Tellier (homme politique)
Paul Tellier est un homme politique français né le 9 janvier 1854 à Amiens (Somme) et mort le 25 décembre 1904 à Amiens.

## Biographie

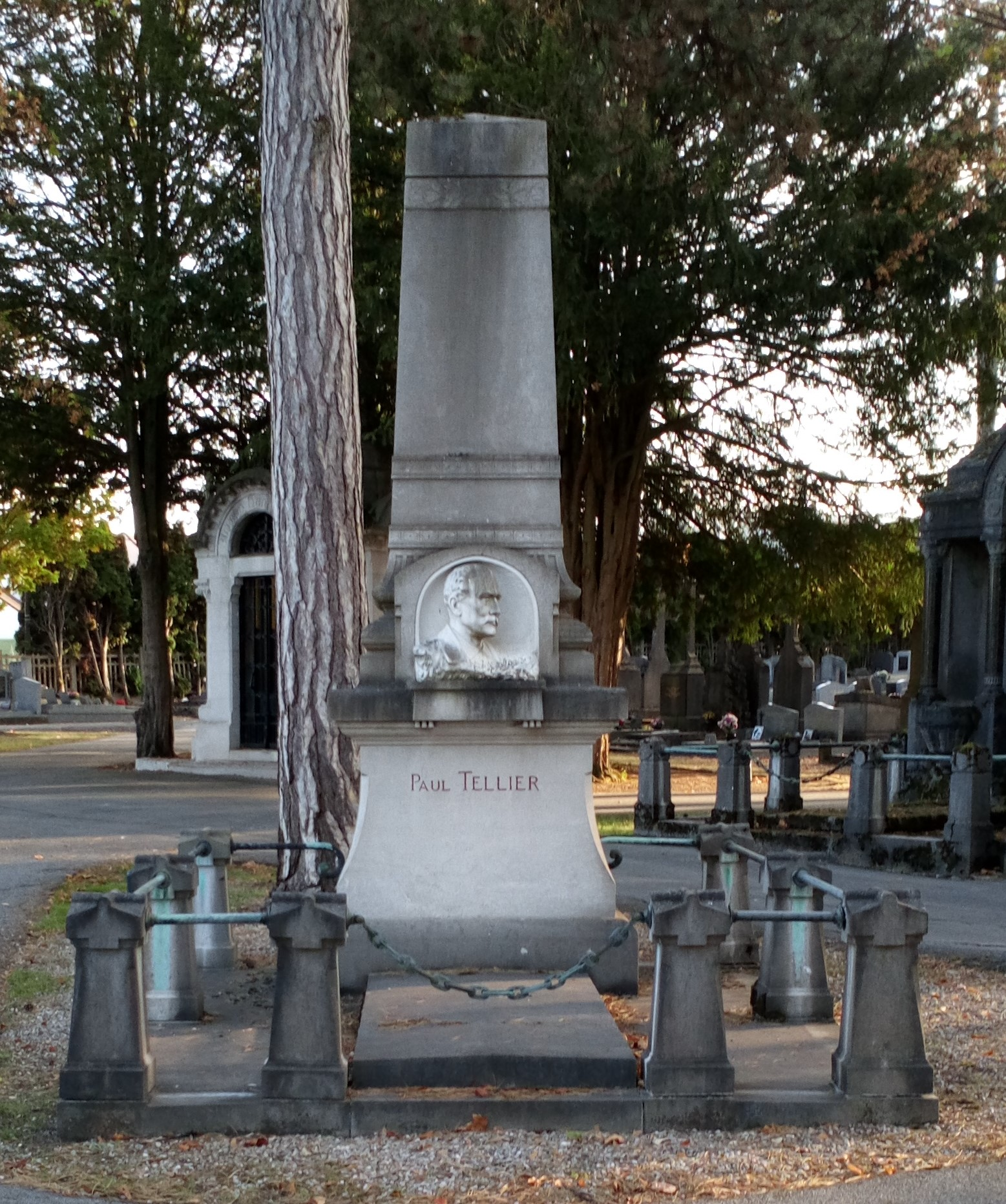
Sépulture de Tellier.

Entrepreneur en maçonnerie, il se montra très proche du monde du travail. 
Il fut pendant dix ans président du conseil des Prud'hommes d'Amiens. 
Élu conseiller général de la Somme, puis adjoint et enfin maire d'Amiens, il devint sénateur de la Somme de 1900 à 1904, inscrit au groupe de la Gauche républicaine.
Il est inhumé au cimetière Saint-Acheul d'Amiens.

## Sources
- « Paul Tellier (homme politique) », dans le Dictionnaire des parlementaires français (1889-1940), sous la direction de Jean Jolly, PUF, 1960 [détail de l’édition]